# Palazzo Ruzzini

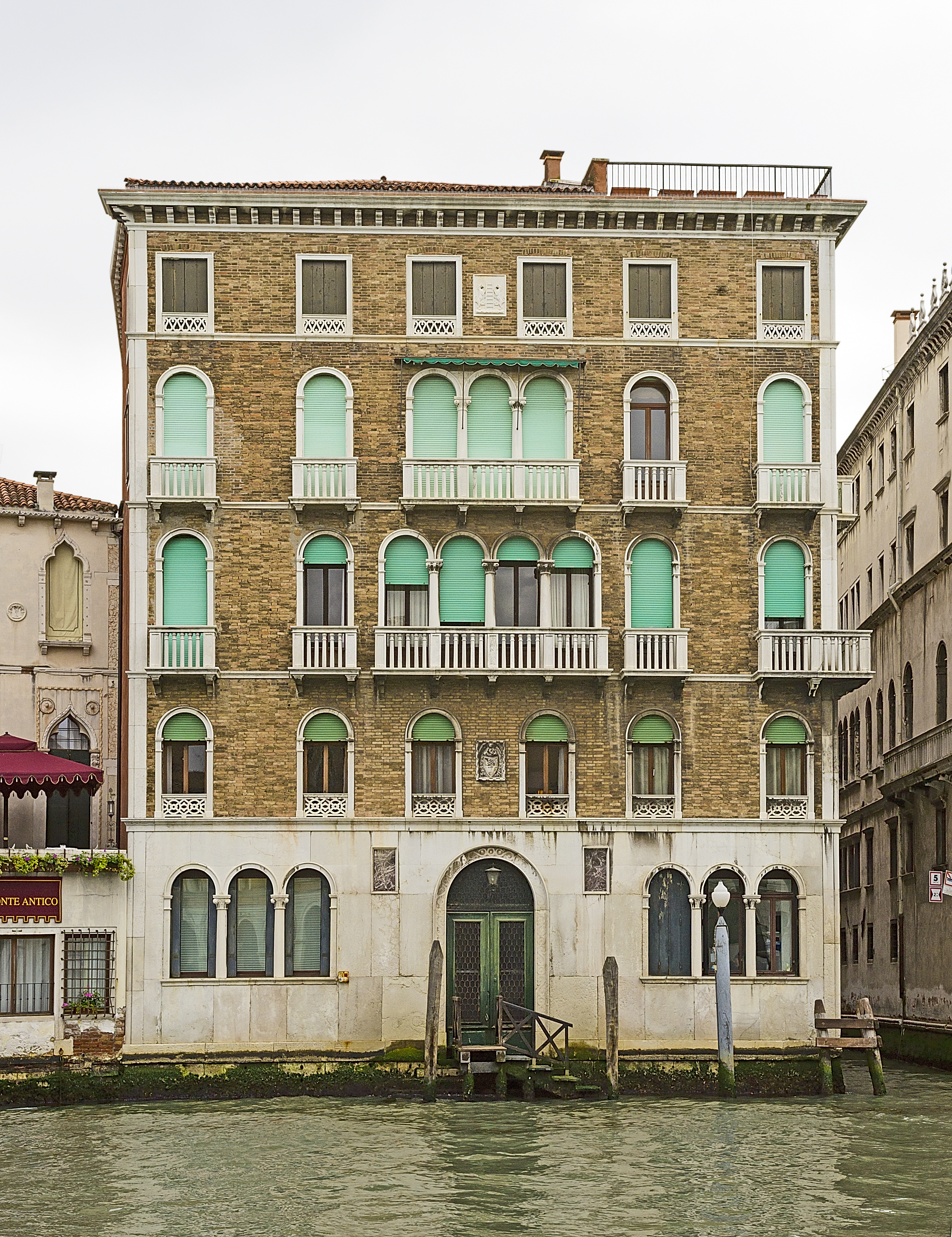
Palazzo Ruzzini

Palazzo Ruzzini ist ein Palast in Venedig in der italienischen Region Venetien. Er liegt im Sestiere Cannaregio als letztes Gebäude auf der linken Seite des Canal Grande. Das Nachbargebäude Fondaco dei Tedeschi gehört bereits zum Sestiere San Marco. Auf der anderen Seite grenzt das Casa Perducci an den in der Nähe der Rialtobrücke gelegenen Palast an.

## Geschichte
Der Palast ist nicht sehr alt; er wurde Ende des 19. Jahrhunderts auf dem Grundstück errichtet, auf dem früher die Fondaco dei Persiani stand, ein verfallenes Gebäude, das 1830 abgerissen wurde.

## Beschreibung
Die Neorenaissancefassade ist extrem schematisch und durch den Kontrast zwischen den Farben der Bausteine in den oberen Geschossen und dem des istrischen Kalksteins, der die Fensteröffnungen einrahmt, geprägt. Sie zeigt in der Mitte zwei Vierfachfenster, umrahmt von Einfachfenstern. Das Gebäude hat fünf Stockwerke. Bemerkenswerte Elemente sind das Portal zum Wasser und die drei kleinen Dreifachfenster im Erdgeschoss. Das Wappenschild der Familie, das über dem Portal von einem Engel gehalten wird, stammt aus der zweiten Hälfte des 14. Jahrhunderts. Zeitgenössisch ist das rechteckige Wappenschild an der Seitenfassade, dagegen ist das auf der Ebene des Mezzaningeschosses unter dem Dach eine einfache Imitation.